# Frédéric Toussaint
Pour les articles homonymes, voir Toussaint (homonymie).
Frédéric Toussaint, né en 1960, est un auteur de contes pour enfants.
En 2000, il est tombé amoureux d'un manoir de Seine-Maritime en Normandie datant du XIIIe siècle, le manoir du Catel. Il en fait l'acquisition peu après et entreprend des travaux de restauration.